# 10155 Нумаґуті
10155 Нумаґуті (10155 Numaguti) — астероїд головного поясу, відкритий 4 листопада 1994 року.
Тіссеранів параметр щодо Юпітера — 3,495.
Названо на честь Нумаґуті (яп. ぬまぐち(沼口) нумаґуті)